# Melanichneumon indecoratus
Melanichneumon indecoratus là một loài tò vò trong họ Ichneumonidae.